# Бергхајм (Француска)
Бергхајм (фр. Bergheim) је насељено место у Француској у региону Алзас, у департману Горња Рајна.
По подацима из 2011. године у општини је живело 1897 становника, а густина насељености је износила 99,01 становника/km².

## Демографија
| 1962. | 1968. | 1975. | 1982. | 1990. | 2011. |
| ----- | ----- | ----- | ----- | ----- | ----- |
| 1.708 | 1.753 | 1.703 | 1.774 | 1.802 | 1.897 |